# Gruszków (Basse-Silésie)
Pour l’article homonyme, voir Gruszków (Grande-Pologne).
Gruszków est une localité polonaise de la gmina de Mysłakowice, située dans le powiat de Jelenia Góra en voïvodie de Basse-Silésie.